# Galeria Architektury SARP
Galeria Architektury SARP – galeria sztuki mająca swoją siedzibę w Śródmieściu Katowic, w kamienicy przy ulicy Dyrekcyjnej 9.
W galerii odbywają się m.in. wykłady z cyklu: „Mistrzowie Architektury”, których kuratorem jest architekt Wojciech Małecki. Jednym z założycieli galerii był Tomasz Konior.
Galeria czynna jest od poniedziałku do piątku w godzinach od 10.00 do 18.00.